# Naștere din nou (Creștinism)

În Creștinism, a fi născut din nou reprezintă o renaștere spirituală, prin acceptarea lui Isus ca Mesia (Hristosul - adică, „Unsul”) și primirea Duhului Sfânt. Originea expresiei de „născut din nou”  se găsește în Noul Testament
„Iisus i-a zis: „Adevărat, adevărat îți spun că, dacă un om nu se naște din nou, nu poate vedea împărăția lui Dumnezeu.””
(Evanghelia după Ioan 3:1-7)
Este o sintagmă asociată cu mântuirea în creștinism.